# سیارک ۱۰۸۲۸
سیارک ۱۰۸۲۸ (به انگلیسی: 10828 Tomjones، نامگذاری:1993TE5) ده هزار و هشتصد و بیست و هشتمین سیارک کشف شده‌است که در ۸ اکتبر ۱۹۹۳ کشف شد.
قدر مطلق سیارک برابر ۱۷.۸ است.